# Orius niger
Espèce
Orius niger est une espèce de tout petits insectes hétéroptères, une punaise de la famille des Anthocoridae.

## Description
Long de 2 mm et ordinairement presque entièrement noir (sauf les antennes et les tibias antérieurs), des individus plus clairs sont cependant fréquents ; cette espèce est prédatrice d'acariens, pucerons et thrips sur les arbres fruitiers, la vigne et les cultures légumières.
En laboratoire, Orius niger peut être élevé en lui faisant consommer des œufs de la Pyrale de la farine, un papillon qui est facile à élever. Toutefois, le meilleur développement a été obtenu avec un régime mixte comprenant à la fois du pollen et des œufs de papillons. Avec ce régime mixte et à température constante de 25 °C, le développement larvaire prend 14 jours.
La femelle pond des œufs allongés à l'intérieur des végétaux, en particulier dans les nervures des feuilles. La longévité des femelles en laboratoire est de 60 jours au moins, au cours desquels elle pond 150 œufs.
Cette espèce a été proposée comme agent de lutte biologique.

## Systématique
Le nom valide complet (avec auteur) de ce taxon est Orius niger (Wolff (d), 1811).
L'espèce a été initialement classée dans le genre Salda sous le protonyme Salda niger Wolff, 1811.
Orius niger a pour synonymes :
- Orius compressicornis (Sahlberg)
- Orius niger niger
- Orius nigra (Wolff, 1811)
- Salda niger Wolff, 1811
- Salda nigra Wolff, 1811
- Triphleps niger (Wolff, 1811)
- Triphleps nigra var. ullrichi (Fieber, 1860)
- Triphleps nigra (Wolff, 1811)
- Triphleps ullrichi Fieber, 1860